# Моріс Рене Фреше
Моріс Рене Фреше (фр. Maurice René Fréchet; 2 вересня 1878, Маліньї, Франція — 4 червня 1973, Париж, Франція) — французький математик, есперантист.
Основні праці з топології і функціонального аналізу. У 1906 році ввів сучасні поняття метричного простору, компактності, повноти та інші; працював також в області теорії ймовірностей; був студентом Ж. Адамара в Вищій нормальній школі.

## Пов'язано з ім'ям Фреше
- Варіація Фреше
- Відстань Фреше
- Межі Фреше
- Нерівності Фреше
- Поверхня Фреше
- Похідна Фреше
- Простір Фреше
- Розподіл Фреше
- Фільтр Фреше